# UFC Fight Night: Lineker vs. Dodson
UFC Fight Night: Lineker vs. Dodson (también conocido como UFC Fight Night 96) fue un evento de artes marciales mixtas celebrado por Ultimate Fighting Championship el 1 de octubre de 2016 en el Moda Center, en Portland, Oregon, USA.

## Historia
El evento estelar contó con el combate entre John Lineker y John Dodson.
El evento coestelar enfrentaba al brasileño Alex Oliveira con Will Brooks.